# Ambronay
Ambronay (prononcé [ɑ̃.bʁɔ.ne]) est une commune française, située dans le département de l'Ain en région Auvergne-Rhône-Alpes. Elle se situe à quelques kilomètres d'Ambérieu-en-Bugey.

## Géographie

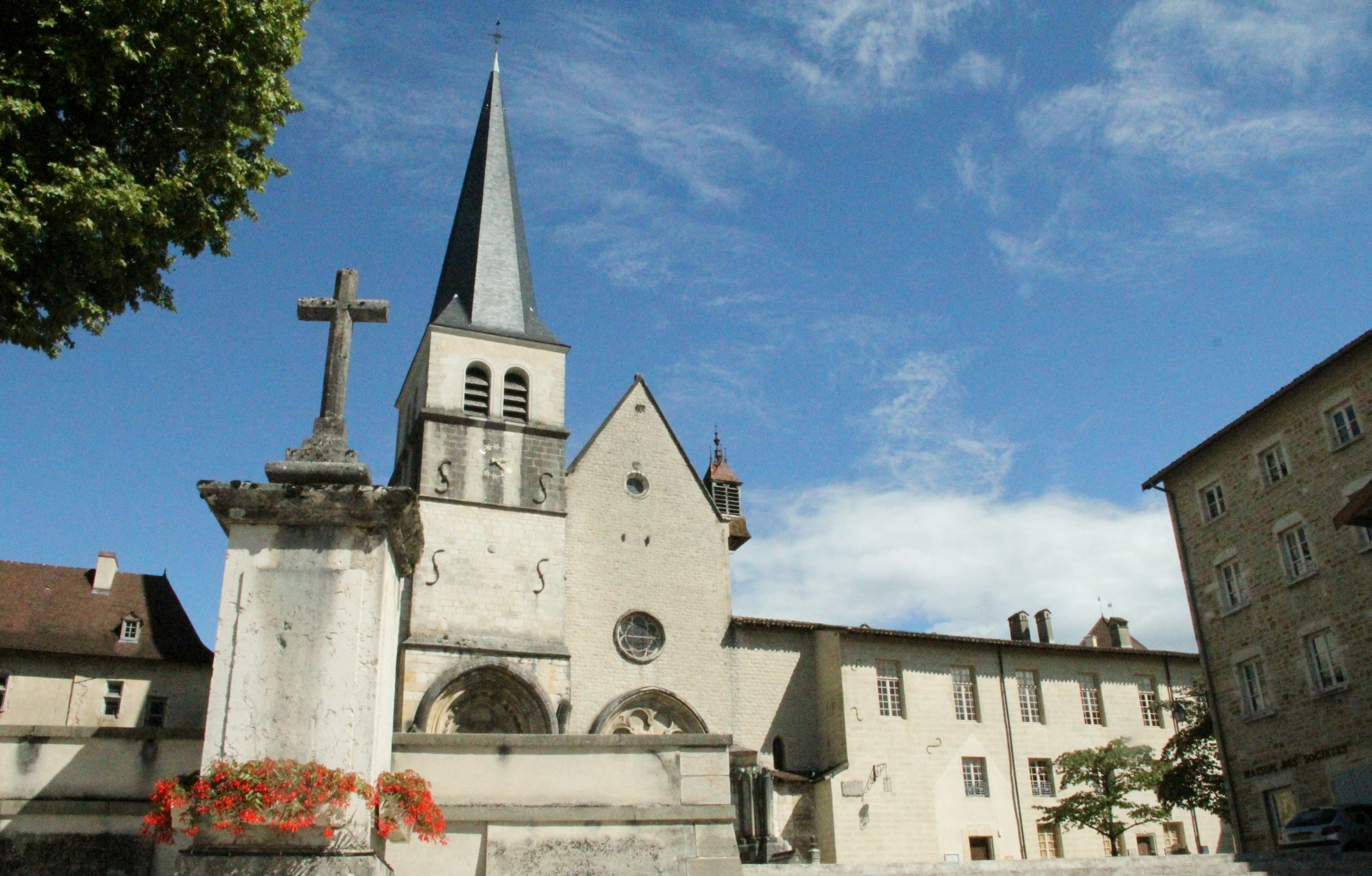
Abbaye Notre-Dame d'Ambronay.

La commune d'Ambronay se situe au centre d’un hémicycle de moyenne montagne, au pied du contrefort le plus occidental du Bugey ; elle est bordée sur sa façade ouest par la rivière l'Ain.
Il s'agit d'une commune rurale dont le territoire compte 3 355 ha dont 720 boisés.
Le point le plus haut s'établit au lieu-dit le Morimont qui culmine à 643 m ; en plaine, le point le plus bas est à 299 m près du hameau du Genoud.

### Climat
Pour des articles plus généraux, voir Climat d'Auvergne-Rhône-Alpes et Climat de l'Ain.
En 2010, le climat de la commune est de type climat des marges montagnardes, selon une étude du Centre national de la recherche scientifique s'appuyant sur une série de données couvrant la période 1971-2000. En 2020, Météo-France publie une typologie des climats de la France métropolitaine dans laquelle la commune est dans une zone de transition entre le climat semi-continental et le climat de montagne et est dans une zone de transition entre les régions climatiques « Bourgogne, vallée de la Saône » et « Jura ».
Pour la période 1971-2000, la température annuelle moyenne est de 11,4 °C, avec une amplitude thermique annuelle de 18 °C. Le cumul annuel moyen de précipitations est de 1 184 mm, avec 10,7 jours de précipitations en janvier et 7,6 jours en juillet. Pour la période 1991-2020, la température moyenne annuelle observée sur la station météorologique de Météo-France la plus proche, « Ambérieu », sur la commune de Château-Gaillard à 6 km à vol d'oiseau, est de 11,9 °C et le cumul annuel moyen de précipitations est de 1 117,5 mm,. Pour l'avenir, les paramètres climatiques de la commune estimés pour 2050 selon différents scénarios d'émission de gaz à effet de serre sont consultables sur un site dédié publié par Météo-France en novembre 2022.

## Urbanisme

### Typologie
Au 1er janvier 2024, Ambronay est catégorisée commune rurale à habitat dispersé, selon la nouvelle grille communale de densité à 7 niveaux définie par l'Insee en 2022.
Elle est située hors unité urbaine. Par ailleurs la commune fait partie de l'aire d'attraction d'Ambérieu-en-Bugey, dont elle est une commune de la couronne,. Cette aire, qui regroupe 15 communes, est catégorisée dans les aires de moins de 50 000 habitants,.

### Occupation des sols
L'occupation des sols de la commune, telle qu'elle ressort de la base de données européenne d’occupation biophysique des sols Corine Land Cover (CLC), est marquée par l'importance des territoires agricoles (59,4 % en 2018), néanmoins en diminution par rapport à 1990 (61,7 %). La répartition détaillée en 2018 est la suivante : 
terres arables (34,7 %), forêts (24,9 %), prairies (17,1 %), zones agricoles hétérogènes (7,6 %), zones industrielles ou commerciales et réseaux de communication (5,5 %), zones urbanisées (4,8 %), mines, décharges et chantiers (2,7 %), eaux continentales (1,9 %), milieux à végétation arbustive et/ou herbacée (0,7 %).
L'évolution de l’occupation des sols de la commune et de ses infrastructures peut être observée sur les différentes représentations cartographiques du territoire : la carte de Cassini (XVIIIe siècle), la carte d'état-major (1820-1866) et les cartes ou photos aériennes de l'IGN pour la période actuelle (1950 à aujourd'hui).

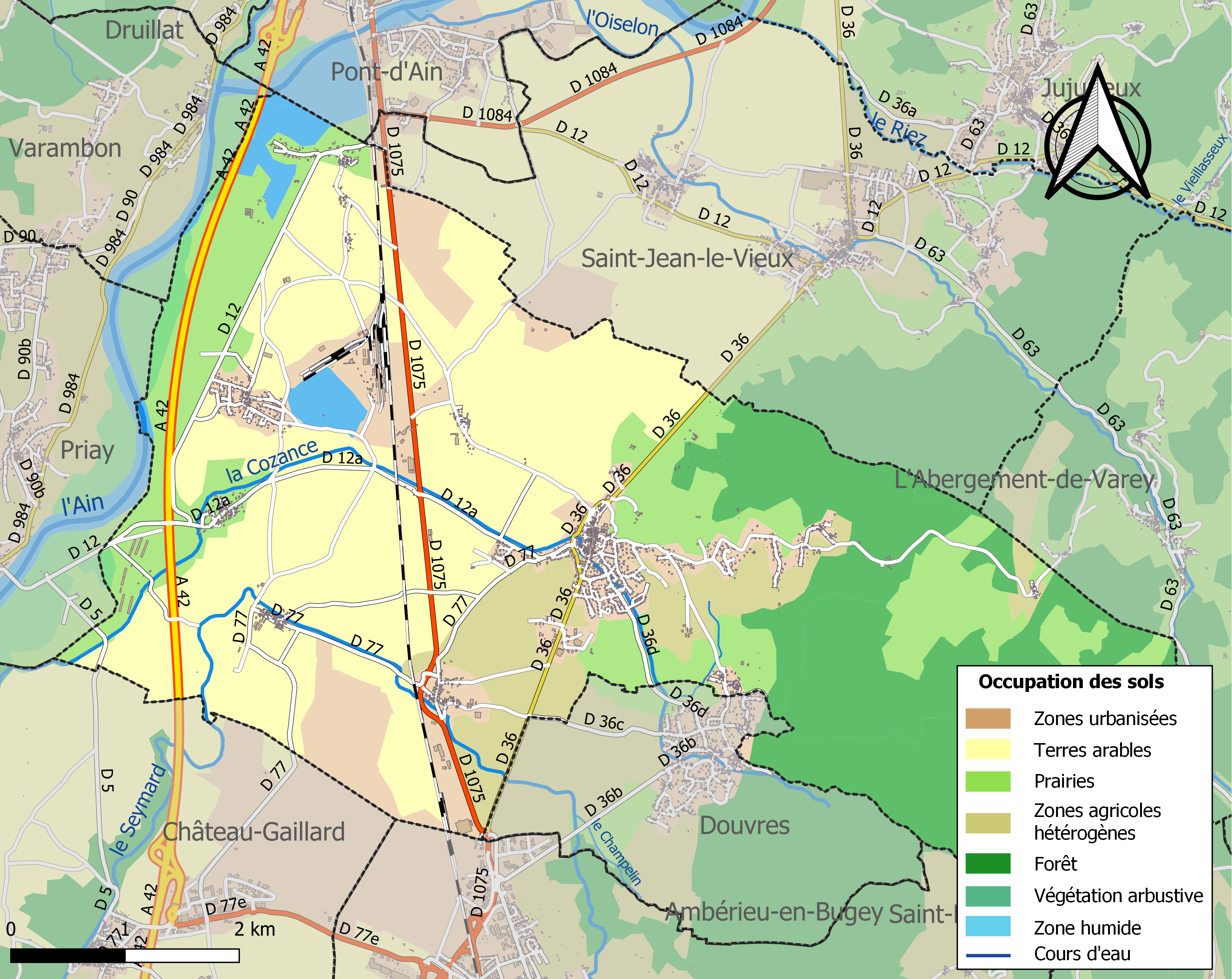
Carte des infrastructures et de l'occupation des sols de la commune en 2018 (CLC).

## Toponymie
Dans les documents médiévaux, Ambronay est mentionnée sous les formes suivantes Ambroniacus en 1193, Ambroniacum en 1225, Ambronais (v.1250), Villa Ambruniaci (1285), Ambronay (v.1325), Ambrogniacus / Ambrognacus (1339), Anbronnay (v.1341), Ambornaco (1417), Ambrunay (1465), Ambrognay (1554), Ambournay (1563), Ambronay (1613), Ambournay en Bugey (1662), Ambournay / Ambronay (1789),.
Le toponyme de Ambronay provient très probablement d'un nom de « domaine gallo-romaine Ambroniacum, formés avec le suffixe -acum du gentilice Ambronius ».

## Histoire
La restauration des bâtiments anciens continue et fait partie des « 1000 projets » du deuxième gouvernement François Fillon. L'histoire d'Ambronay continue d'être étroitement liée à celle de la France.

### Moyen Âge
Un moine irlandais y aurait initialement fondé une abbaye de femmes, puis vers l'an 800, saint Barnard, officier de la cour de Charlemagne, entreprend la restauration des bâtiments primitifs et installe un monastère obéissant à la règle de saint Benoît. Il obtient la totale indépendance de l'abbaye qui, au fil des siècles, va devenir de plus en plus puissante. Une bulle de 1051 du pape Léon IX atteste cette indépendance. Mais la convoitise et les nombreuses guerres font qu'en 1282, l'abbaye demande la protection des Savoyards. Ambronay est alors fortifiée.
En 1308,, la « fameuse prise d'Ambronay » qui ne dura qu'une semaine fut le fait d'un tout petit nombre d'habitants ralliés au parti dauphinois. À cette occasion aucun homme d'arme dauphinois ne prit part à cette rébellion. Au début de l'année 1308, le prévôt d'Ambronay dispose d'une garnison « forte » de trois hommes d'armes, qui sont remplacés par d'autres tous les deux ou trois jours.
En 1310, les gens du Dauphin incendient les défenses de la ville. En 1341, trois jours après la Pentecôte, la moitié de la ville, l'étable, la grande tour et la tour du comte sont ravagées par un incendie.
En 1470, la ville a ses armoiries actuelles.

### Époque moderne
En 1601, Ambronay est rattachée au royaume de France par le traité de Lyon. Charles de Gontaut-Biron arase la tour Dauphine et le déclin continue jusqu'en 1652, date à laquelle l'abbaye est rattachée à la riche congrégation des moines de Saint Maur. De grosses restaurations sont entreprises.

### Époque contemporaine
La Révolution supprime les ordres religieux le 12 juillet 1790 et tout est dispersé à Ambronay. Le cloître est reconverti en prison. Antoine Louis Albitte, en 1793, fait abattre le clocher de l'abbaye.
Il faut attendre le 21 décembre 1889 pour que le chanoine Garcin et le député Alexandre Bérard obtiennent le début du classement de l'abbaye, suivi en 1905 par celui du cloître.
La ville a son aspect actuel depuis 1762. La rue principale est alors percée et perd son passage couvert, le quartier nord et deux de ses trois portes. Seule la porte de la Gargouille est conservée.
Dans la plaine, un camp militaire est installé en 1916 pour fournir le pain aux soldats du front pendant la Première Guerre mondiale. Il ferme définitivement en juin 2008.
Le festival international de musique baroque est créé en 1980. En 2003, le centre culturel de rencontre d'Ambronay est ouvert.

## Politique et administration
| Période                                  | Période    | Identité                                    | Étiquette | Qualité                                                                                                  |
| ---------------------------------------- | ---------- | ------------------------------------------- | --------- | --- |
| Les données manquantes sont à compléter. |            |                                             |           | |
| 1876                                     | 1892       | Auguste Passerat de Silans[réf. nécessaire] |           | |
| Les données manquantes sont à compléter. |            |                                             |           | |
| 1945                                     | 1947       | Jules Blanchet,                             | PCF       | Résistant FTPF Député de l'Ain (1946 → 1951) Médaille de la Résistance, croix de guerre                  |
| Les données manquantes sont à compléter. |            |                                             |           | |
| 1971                                     | 1983       | François Beau                               |           | |
| 1973                                     | 2001       | Daniel Bénassy (1939-2023)                  | DVG       | Conseiller général d'Ambérieu-en-Bugey (2001 → 2015) Vice-président du conseil général de l'Ain[Quand ?] |
| 2001                                     | 2008       | Gabriel Fournier                            | UDF       | |
| 2008                                     | avril 2014 | Robert Greffet                              |           | |
| avril 2014                               | mai 2020   | Gisèle Levrat                               | DVG       | |
| mai 2020,                                | mars 2023  | Marie-Christine Barillot                    |           | Fonctionnaire retraitée                                                                                  |
| mars 2023                                | En cours   | Vincent Mancuso                             |           | |

## Démographie
Les habitants de Ambronay sont appelés les Ambrones et les Ambrons, notamment sur le site de la mairie. On trouve également mentionnées les formes Ambrunois ou Ambournois,.
L'évolution du nombre d'habitants est connue à travers les recensements de la population effectués dans la commune depuis 1793. Pour les communes de moins de 10 000 habitants, une enquête de recensement portant sur toute la population est réalisée tous les cinq ans, les populations de référence des années intermédiaires étant quant à elles estimées par interpolation ou extrapolation. Pour la commune, le premier recensement exhaustif entrant dans le cadre du nouveau dispositif a été réalisé en 2004.
En 2022, la commune comptait 2 828 habitants, en évolution de +5,37 % par rapport à 2016 (Ain : +5,15 %, France hors Mayotte : +2,11 %).
| 1793  | 1800  | 1806  | 1821  | 1831  | 1836  | 1841  | 1846  | 1851  |
| ----- | ----- | ----- | ----- | ----- | ----- | ----- | ----- | ----- |
| 1 571 | 2 375 | 1 895 | 1 882 | 1 798 | 1 833 | 1 737 | 1 813 | 1 835 |

| 1856  | 1861  | 1866  | 1872  | 1876  | 1881  | 1886  | 1891  | 1896  |
| ----- | ----- | ----- | ----- | ----- | ----- | ----- | ----- | ----- |
| 1 773 | 1 706 | 1 728 | 1 502 | 1 506 | 1 492 | 1 501 | 1 415 | 1 327 |

| 1901  | 1906  | 1911  | 1921  | 1926  | 1931  | 1936  | 1946  | 1954  |
| ----- | ----- | ----- | ----- | ----- | ----- | ----- | ----- | ----- |
| 1 278 | 1 282 | 1 241 | 1 171 | 1 208 | 1 164 | 1 097 | 1 100 | 1 216 |

| 1962  | 1968  | 1975  | 1982  | 1990  | 1999  | 2004  | 2006  | 2009  |
| ----- | ----- | ----- | ----- | ----- | ----- | ----- | ----- | ----- |
| 1 037 | 1 193 | 1 270 | 1 862 | 1 996 | 2 146 | 2 219 | 2 241 | 2 328 |

| 2014  | 2019  | 2022  | - | - | - | - | - | - |
| ----- | ----- | ----- | - | - | - | - | - | - |
| 2 570 | 2 800 | 2 828 | - | - | - | - | - | - |

## Culture locale et patrimoine

### Lieux et monuments

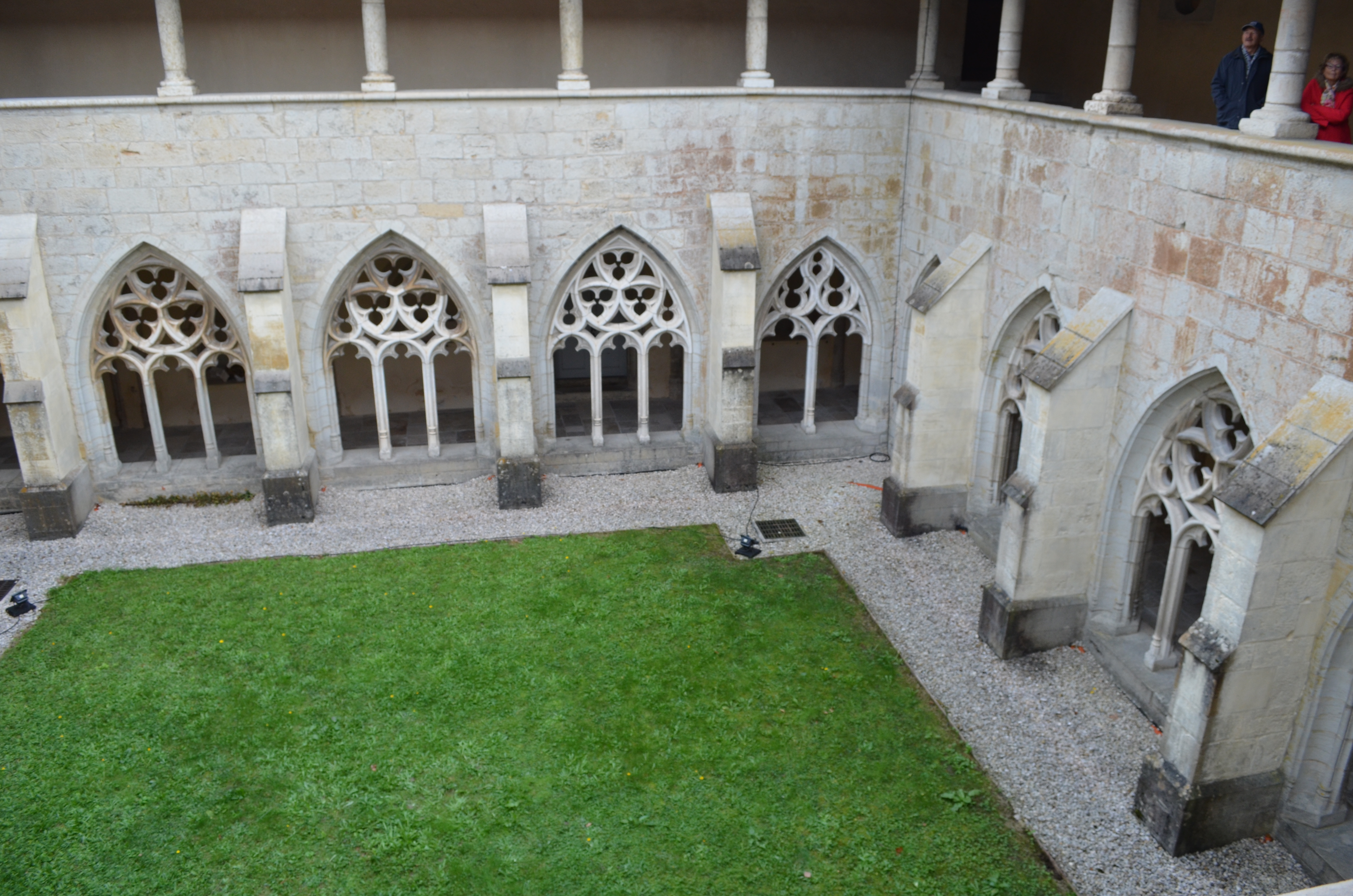
Cloître de l'abbaye Notre-Dame d'Ambronay.

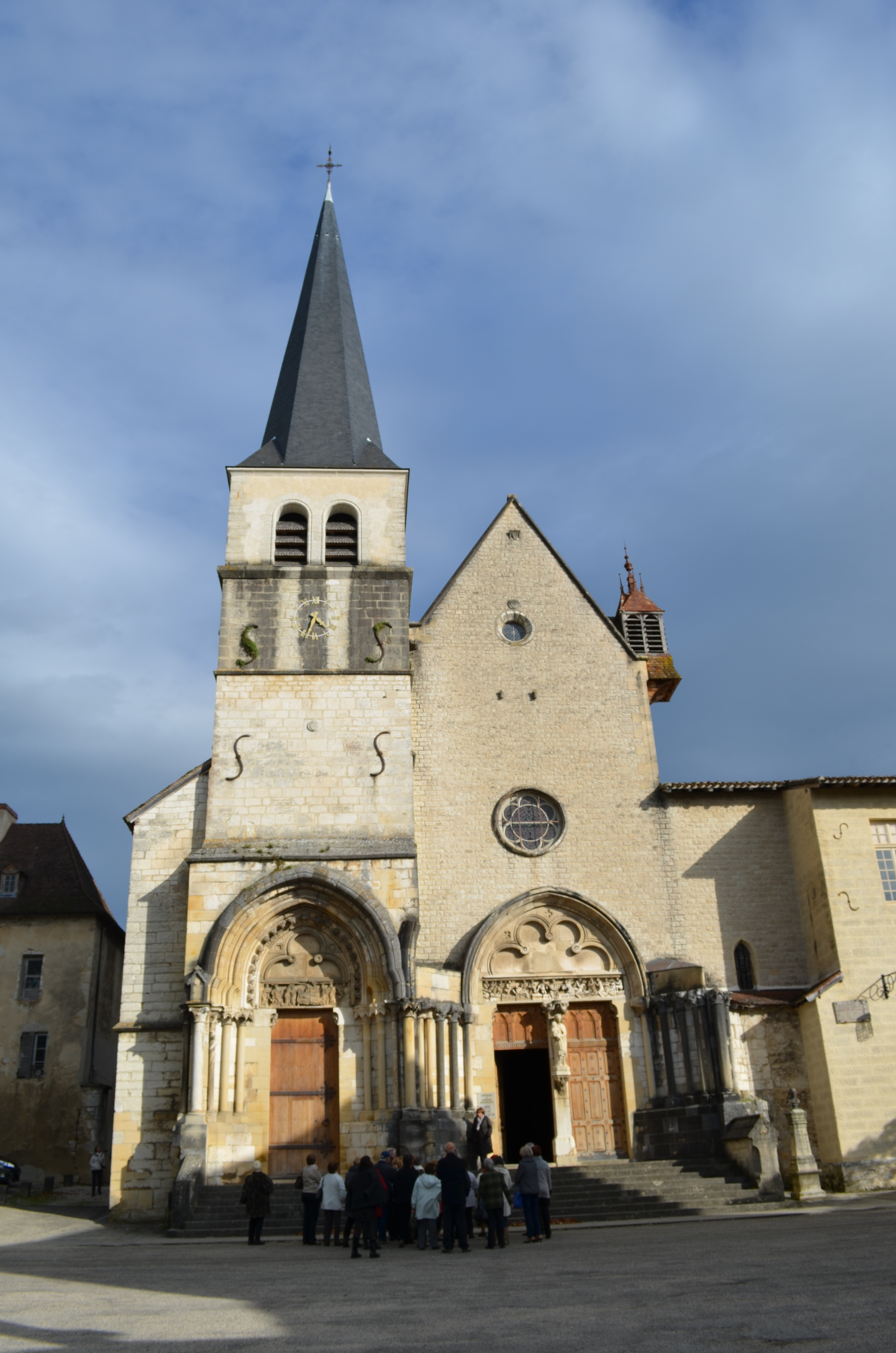
Abbatiale Notre-Dame d'Ambronay.

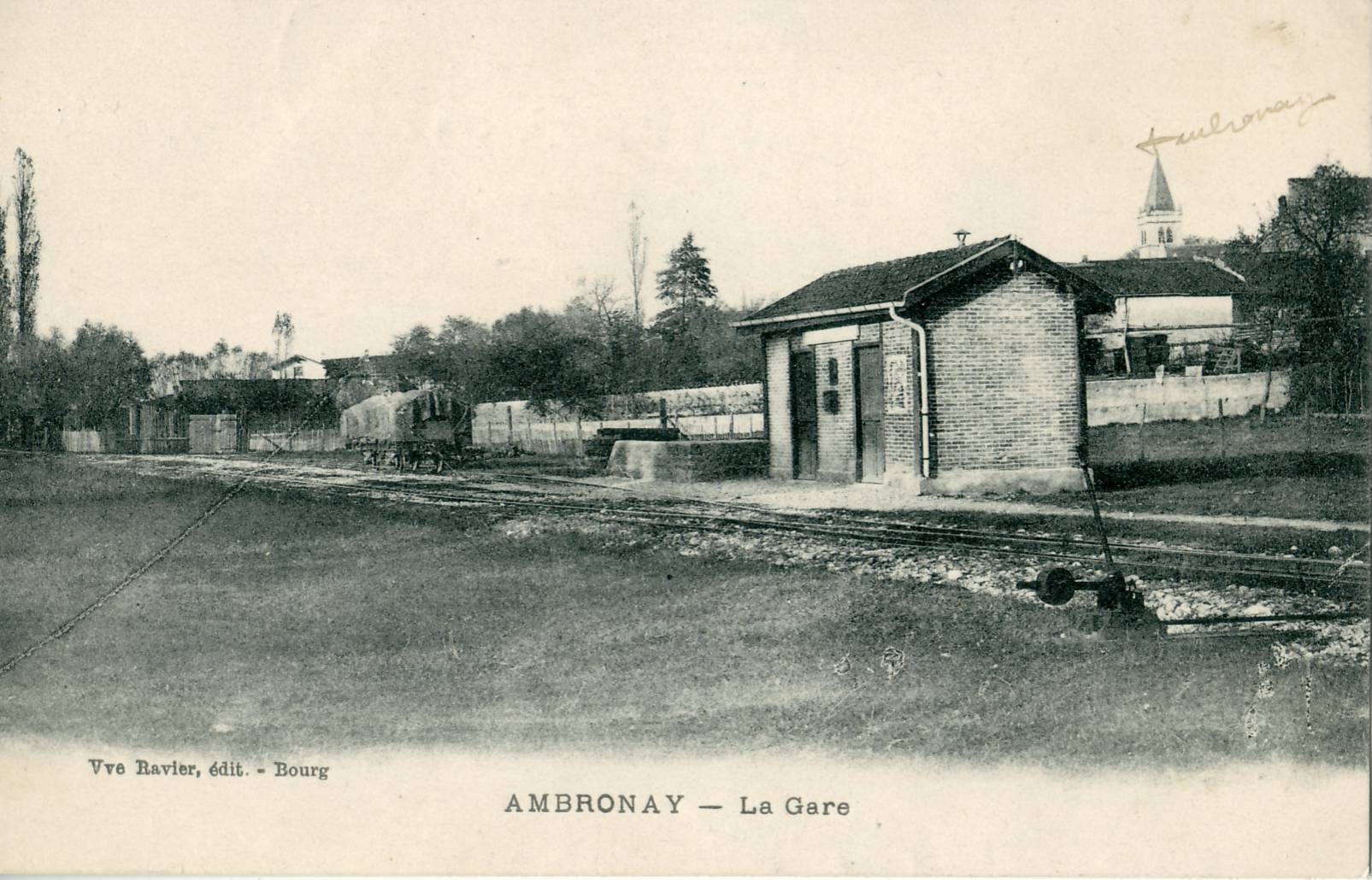
La gare d'Ambronay au début du XXe siècle.

- Chapelle Saint-Jacques d'Ambronay.
- Abbaye Notre-Dame d'Ambronay. Ancienne abbaye bénédictine, fondée au XIe siècle par Barnard de Romans.
- Au titre des monuments historiques, l'abbatiale Notre-Dame d'Ambronay est classée par arrêté du 21 décembre 1889 ; le cloître et la salle capitulaire font l'objet d’un classement par arrêté du 27 décembre 1905, la tour des Archives fait l'objet d’une inscription par arrêté du 26 novembre 1928, les façades et toitures de la tour Dauphine font l'objet d'une inscription par arrêté du 16 novembre 1964, les parties non classées des bâtiments dits conventuels et des bâtiments de l'infirmerie font l'objet d'une inscription par arrêté du 26 mars 1991, et les bâtiments composant l'abbaye, bâtiments dits conventuels, bâtiments de l'infirmerie, logis abbatial, pigeonnier font l'objet d’un classement par arrêté du 14 décembre 1992[32].
- Bastide de Gironville ou Fort Sarrazin ou Les Terreaux. L'édifice est une ancienne maison forte fossoyée[33] du XIVe siècle dont les vestiges se dressent sur la commune au bord de l'Ain.

Elle fut bâtie, vers 1330, par les dauphins de Viennois dans le cadre de la guerre entre savoyards et dauphinois. Il s'agit alors d'une levée de terre renforcée par des défenses en bois. Elle ne pourra cependant éviter le passage des troupes dauphinoises marchant sur les Savoyards lors de la bataille de Varey.
La bastide est classée au titre des monuments historiques par arrêté du 2 décembre 1993.
- Enceinte urbaine. Des anciennes fortifications de la ville subsistent la porte de la Gargouille, la tour des Archives (XIIIe siècle ?), la tour Dauphine[36].
- Hôtel de ville dit château de Blains ou château d'Ambronay. Cet ancien château du XVIe siècle, a été remanié au XIXe siècle.
- Gare d'Ambronay - Priay.

### Culture
Labellisé Centre culturel de rencontre depuis 2003, Ambronay est un lieu de partage où la culture est accessible à chacun, un lieu d'échange ouvert sur la vie. Enfants, adolescents, amateurs, professionnels, chercheurs, étudiants, artistes internationaux, jeunes professionnels, tout le monde trouve à Ambronay un espace de création et d'épanouissement ouvert à tous.
Pour les amateurs, le Chœur du festival d'Ambronay réunit chaque année entre trente et quarante choristes autour de chefs de renom.
Autour de sa réflexion artistique et de sa thématique « musique et sacré », le centre de recherche d'Ambronay a choisi de se déployer dans différentes directions : chercheurs et créateurs travaillent de concert pour en explorer les ramifications intellectuelles, humaines, sociales et artistiques.
Enfin, le Label Ambronay est distribué par Harmonia Mundi depuis 2005. Grâce au soutien des partenaires institutionnels, une nouvelle phase de restauration et de valorisation du patrimoine s'ouvre. Elle permettra aux résidences de s'épanouir et aux séminaires d'entreprises de prendre forme.

### Personnalités liées à la commune
- Barnard de Romans (vers 780-841), ecclésiastique, fondateur de l'abbaye Notre-Dame d'Ambronay ;
- Jules Blanchet (1911-1962), homme politique né et mort à Ambronay, maire de la commune de 1945 à 1947 ;
- René de Challant (vers 1503-1565), administrateur, diplomate et soldat au service de la maison de Savoie, mort à Ambronay ;
- Louis Thollon (1829-1887), astronome, spécialiste de spectroscopie, né à Ambronay.

### Héraldique
| Blason de Ambronay | Blason  | De gueules au faisceau rayonnant de treize épis d'or (représentant les treize hameaux de la commune) lié du même. |
| Blason de Ambronay | Détails | |